# 1894 у літературі

## Твори
- Іван Вазов — «Під ігом».
- «2894».
- Артур Конан Дойл — «Спогади Шерлока Холмса».
- Джордж дю Мор'є — «Трільбі»
- Кнут Гамсун — «Пан».
- Мандрівник з Альтрурії.
- Артур Мекен — «Великий бог Пан».
- Вільям Морріс — «Ліс за межами світу».
- «Подорож на Марс».
- Марк Твен — «Том Соєр за кордоном».
- Жуль Верн — «Дивовижні пригоди дядечка Антифера».
- «В'язень Зенди».

## Народились
- 20 лютого — Ярослав Івашкевич, польський письменник, поет, драматург, перекладач (помер у 1980).
- 16 червня — Йозеф Копта, чеський письменник, журналіст, перекладач (помер у 1963).
- 13 липня — Бабель Ісак Еммануїлович, російський радянський письменник (помер у 1940).
- 26 липня — Олдос Хакслі (англ. Aldous Huxley), англійський письменник (помер у 1963).
- 18 жовтня — Тібор Дері (угор. Déry Tibor), угорський письменник (помер у 1977).
- 10 листопада — Іванов Георгій Володимирович, російський поет, прозаїк (помер у 1958).

## Померли
- 17 липня — Шарль Леконт де Ліль, французький поет (народився в 1818).
- 3 грудня — Роберт Льюїс Стівенсон, шотландський письменник і поет (народився в 1850).